# Hypognatha maria
Hypognatha maria là một loài nhện trong họ Araneidae.
Loài này thuộc chi Hypognatha. Hypognatha maria được Herbert Walter Levi miêu tả năm 1996.